# Martin Gauger
Martin Gauger (4. srpna 1905 Elberfeld – 15. července 1941 Pirna) byl německý právník a pacifista. Byl členem Kreisavského kroužku, který se během druhé světové války snažil svrhnout nacistický režim v Německu.

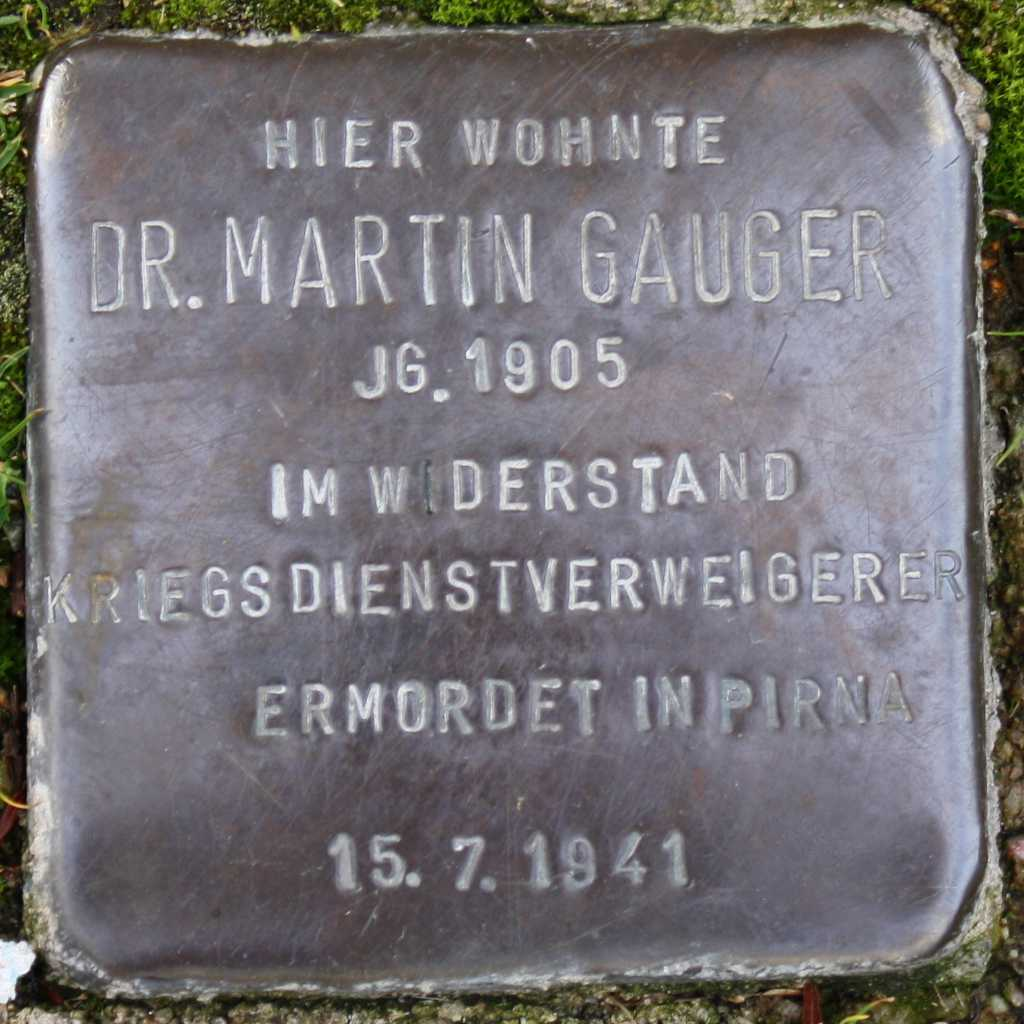
Stolperstein na paměť M. Gaugera ve Wuppertalu

Narodil se jako pátý z osmi dětí. V letech 1924–1930 studoval právní vědu a ekonomii v Tübingenu, Kielu, Londýně, Berlíně a Breslau.
V roce 1934, když pracoval jako právník v kanceláři státního zástupce v Mönchengladbach, odmítl složit požadovanou přísahu věrnosti Adolfu Hitlerovi a ze státní služby odešel. Ve funkci právního poradce Vyznávající církve se věnoval odbojovému hnutí.
Dne 17. května 1940 uprchl do Nizozemska tak, že přeplaval řeku Rýn. Do země však dorazil právě ve chvíli, kdy německý Wehrmacht napadl dosud neutrální zemi. Byl zraněn a zajat, do června 1941 byl vězněn v Düsseldorfu-Derendorfu. Dne 12. června byl převezen do koncentračního tábora Buchenwald. O dva dny později byl poslán do tzv. ústavu pro eutanazii Tötungsanstalt Pirna-Sonnenstein, kde byl zavražděn.